# Су-25Т
Су-25Т (виріб «Т-8М», по  кодифікації НАТО: Frogfoot, Фрогфут — «Жаб'яча лапа») — радянський і російський штурмовик, призначений для знищення бронетехніки, вогневих засобів, кораблів (до есмінця включно), вертольотів, транспортних літаків, мостів, укриттів, комплексів ППО і живої сили супротивника вдень і вночі, на полі бою і на глибині до 450 км за лінією фронту, в діапазоні висот від 30 до 5000 м. Перший політ відбувся 17 серпня 1984 року. Серійне виробництво почалося в 1990 на Тбіліському авіазаводі. У листопаді 1991 рік а Су-25Т (прототип Т8-М3) був вперше продемонстрований публіці на авіасалоні в Дубаї (ОАЕ). Державні випробування тривали до вересня 1993 року, після чого літак був прийнятий на озброєння.
Конструкція літака аналогічна Су-25УБ (уніфікація 85 %). Відмінність полягає в одномісній кабіні (при цьому збережений бронеблок Су-25УБ), передкабінному відсіку збільшеної довжини, в якому розміщена апаратура прицільного комплексу «Шквал», кілі збільшеної площі. Силова установка складається з 2 ТРД Р-195 (мотогондоли відповідно доопрацьовані). У закабінному відсіку і хвостовій частині фюзеляжу встановлено 2 додаткові паливні баки. Гарматна установка ВПУ-17А замінена на ННПУ-8М з перенесенням самої установки з підкабінного відсіку під середню частину фюзеляжу (ствольна частина гармати винесена з обводів фюзеляжу). Під крилом можуть підвішуватися 2 знімні рухомі установки СППУ-687 з гарматами ГШ-301 (боєкомплект 200 снарядів). До складу озброєння додані ракети «повітря-поверхня» з лазерною та телевізійною системою наведення, протирадіолокаційні ракети, протитанкові ракети «Вихор» (до 16 шт.). У хвостовій частині фюзеляжу встановлена апаратура РЕБ «Іртиш» зі станцією ІЧ-перешкод «Суховантаж».
Разом ТАГО встиг до розвалу СРСР випустити дослідну партію літаків Су-25Т в кількості 12 машин. Згідно з рядом джерел, тільки 8 з 12 літаків були отримані Росією. Ще 12 Су-25Т були побудовані для ВПС Грузії, ці літаки оснащувалися спрощеним БРЕО, оскільки нові системи Росія Грузії не надала. В офіційних списках ВПС Грузії Су-25Т не значаться.
Після розпаду СРСР виробництво переведене в Улан-Уде (до 2003 року виготовлено 4 модернізовані літаки Су-25ТМ, ще 4 недобудовані). Там же проводиться модернізація раніше випущених Су-25Т.
Кількість таких літаків у ВПС РФ вкрай обмежена: на сьогоднішній день «у строю» перебуває близько 6 Су-25Т (на початку 2000 р. 2 літаки після передпродажної підготовки були поставлені на експорт).

## Модифікації
- Т8-М1 — перший екземпляр Су-25Т, створений після переробки недобудованого Т-8УБ (збірка завершена в Тбілісі в 1984 р., перший політ виконав 17 серпня 1984 р., пілот — А. Н. Ісаков), побудовано 3 льотні прототипи(1985—1986 рр.).
- Су-25Т — серійний. Разом було випущено близько 20-ти таких літаків.
- Су-25ТМ (Т-8ТМ) — модернізований. Відрізняється вдосконаленим прицільним комплексом «Шквал-М», наявністю радіолокатора управління вогнем «Спис-25» (у підвісному контейнері), радіотехнічної системи дальньої навігації, супутникової системи навігації А-735. Передбачена установка контейнера з тепловізійним обладнанням. Розроблено в 1986—1995 роках. Перший політ 15 серпня 1995 року (льотчик-випробувач О. Г. Цой). Випускається в Улан-Уде.
- Су-25ТК — експортний. Відрізняється складом бортового устаткування.

## Бойове застосування
1999 року під час проведення контртерористичної операції в Чечні 4 штурмовики Су-25Т завдавали точкові удари. Тоді штурмовики здійснили понад 20-ти бойових вильотів. З високою ефективністю застосовувалися і керовані ракети, і КАБ. Дешифрування отриманих результатів і відеозаписів дозволяло зафіксувати точність влучання КР з лазерним наведенням — 0,5 метра, коректованих авіабомб з телевізійним наведенням — 1 метр.
Першим і можливо останнім покупцем Су-25Т стала воююча з Еритреєю Ефіопія. Контракт на поставку був підписаний наприкінці 1999, а постачальнику літаки були доставлені вже на початку 2000. Така швидкість обумовлена тим, що взяли вже готові штурмовики зі складу Липецького центру (там же пройшли підготовку льотчики) і оперативно допрацювали на 121-му авіаремонтному заводі в Кубинці до стандарту Су-25ТК (дещо змінили обладнання). Літаки дуже вдало «виступили» у війні, частенько використовуючи поряд зі звичайними боєприпасами керовані ракети Х-25МП і Х-29Т. «Супер Грак» також показав прекрасну живучість, так 20 травня 2000 під час вдалої атаки позиції ЗРК «Квадрат» один зі штурмовиків витримав близький вибух ракети, але благополучно дістався до бази. На 2002 рік Ефіопія ще експлуатувала два свої Су-25ТК.

## Льотно-технічні характеристики

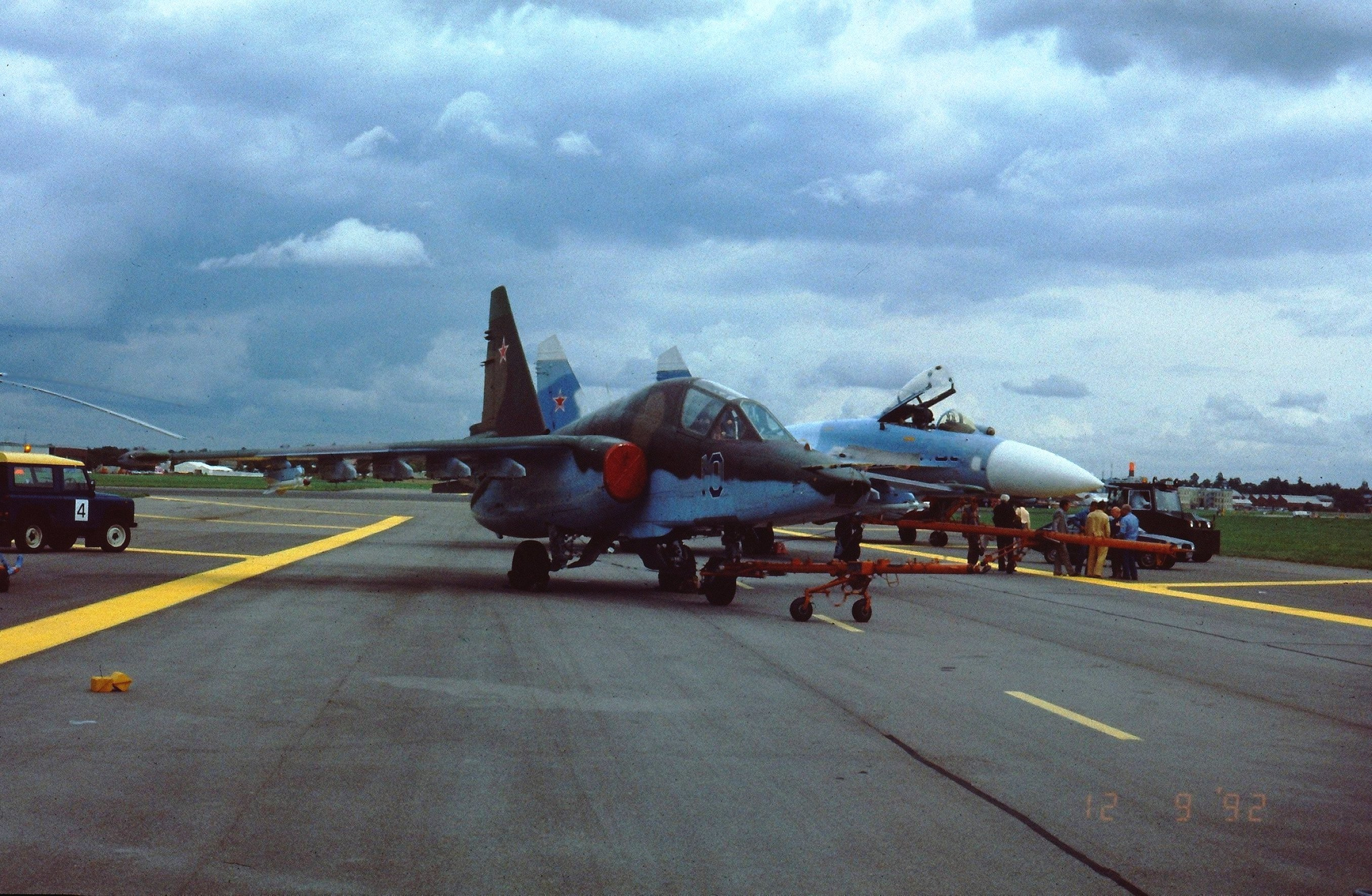
Су-25Т в Фарнборо, 1992 рік

### Технічні характеристики
Наведені нижче характеристики відповідають модифікації Су-25Т:
- Екіпаж: 1 людина
- Довжина: 15,33 м (з ППТ)
- Розмах крила: 14,36 м
- Висота: 5,2 м
- Площа крила: 30,1 м²
- Маса порожнього: 9500 кг
- Маса нормальна злітна: 16 500 кг
- Маса максимальна злітна: 19 500 кг
- Маса палива: 4890 кг
- Двигуни: 2× ТРД Р-195
- Тяга: 2× 40 кН (4500 кгс)

### Льотні характеристики
- Максимальна швидкість: 950 км/год
- Крейсерська швидкість: 750 км/год
- Посадочна швидкість: 230 км/год
- Дальність польоту максимальна (з ППБ): 2250 км
- Радіус дії з бойовим навантаженням 2000 кг:
  - Біля землі: 400 км
  - На висоті: 700 км
- Практична стеля: 10 000 м
- Швидкопідйомність: 60 м/с
- Довжина розбігу/пробігу: 600—700 м
- Максимальне експлуатаційне перевантаження: 6,5 G

### Озброєння
- Стрілецько-гарматне: двоствольна 30-мм гармата ГШ-30 з боєзапасом 200 патронів (вбудована)
- Керовані ракети:
  - ракети «повітря-повітря»: 2 × Р-60М; 2 × Р-73
  - ракети «повітря-поверхня»: 16 × ПТУРС «Віхрь»; 6 × Х-25МЛ (МТ, МР, МП, МПУ); 8 × С-25Л; 2 × Х-29Л (Т, МЛ, ТЕ, ТМ, ТД); 2 × Х-58Е (У).
- Некеровані ракети:
  - Блоки НАР — 8 × блоків Б-5 з НАР С-5 (256 НАР);
  - 8 × блоків НАР Б-8; х НАР С-8 (160 НАР);
  - 8 × блоків НАР Б-13Л; х НАР С-13 (40 НАР);
  - 8 × НАР С-24 Б; х НАР С-24 ОФМ;
  - 8 × НАР С-25; х НАР С-25 ОФМ.
- Бомби: вільнопадаючі і коректовані різного призначення, бомбові касети
  - 2 × КАБ-500Кр;
  - 10 × АБ-100; 32 × АБ-100 спільно з МБД-2-67У
  - 10 × АБ-250;
  - 8 × АБ-500;
  - 8 × РБК-250;
  - 8 × РБК-500;
  - 8 × КМГУ-2;
  - 8 × ЗБ-500;
- Гарматні контейнери: 4 СППУ-22-1 з двоствольні 23-мм гарматою ГШ-23 з 260 патронів

Використання протирадіолокаційних ракет (ПРР) можливе тільки з авіаційною станцією цілевказання Л-081 «Фантасмагорія».

### Устаткування
- Система керування озброєнням:
  - Оптико-електрона прицільна система «Шквал» — застосовується в денний час доби;
  - Низькорівнева оглядово-прицільна система «Меркурій» — застосовується в нічний час доби.
- Система цілевказівки для протирадарних ракет Х-58 і Х-25МПУ:
  - Підвісна станція цілевказання «Фантасмагорія»;
  - Підвісна станція цілевказання «Завірюха»;
- Навігаційний комплекс:
  - Система повітряних сигналів;
  - Здвоєна інерціальна курсовертикаль;
  - Радіотехнічна система ближньої навігації і посадки (РСБН);
  - Доплерівський вимірювач шляхової швидкості і кута зносу (ДИСС);
  - Радіовисотоміри;
  - Аппаратура радіотехнічна система дальньої навігації (РСДН);
  - Супутникова системи навігації «Ураган».
- Система РЕБ «Іртиш»:
  - Станція радіотехнічної розвідки (СРТР) — встановлюється в контейнери, що підвішуються на зовнішніх подкрильних точках підвіски;
  - Пристрій викиду ЛТЦ УВ-26 (192 патрони) — захист від УР з ТГС;
  - Станція оптико-електронних перешкод типу «Суховантаж»;
  - Станції активних перешкод типу МПС-410 «Омуль»